# Sextus Varius Marcellus
Sextus Varius Marcellus est un membre de l'ordre équestre de la Rome antique, plus tard sénateur. Il est l'époux de Julia Soaemias, princesse d'origine syrienne apparentée à la famille des Sévères, et le père de Varius Avitus Bassianus, futur empereur Héliogabale. Il exerce plusieurs charges dans l'administration impériale, comme procurateur et comme gouverneur de Numidie. Il meurt avant que son fils ne soit proclamé empereur en 218.

## Biographie
Sextus Varius Marcellus est apparenté à Septime Sévère qui l'envoya en Bretagne romaine en 197 pour aider Virius Lupus dans la reconstruction de la province.
Il épouse Julia Soaemias et est vers 204 le père de Varius Avitus Bassianus, le futur empereur connu sous le nom de Héliogabale.
Sa carrière est connue par son épitaphe découverte à Velletri dans le Latium. Marcellus a servi comme procurateur provincial, collectant des impôts, gérant les finances de la Bretagne et l'appropriation des terres privées de l'empereur. Il est nommé par l'empereur préfet de l'ærarium militare entre 207 et 210. Il est nommé provisoirement préfet du prétoire probablement fin 211, à la suite de l'élimination des titulaires de cette charge Papinien et Valerius Patruinus par Caracalla. Il est ensuite coopté au Sénat par adlectio puis nommé praeses (gouverneur) de Numidie et légat de la Legio III Augusta.
Sextus Varius Marcellus meurt vers 216 ou 217. Selon Michel Christol, sa disparition en Numidie est peut-être liée à l'assassinat de Caracalla en Mésopotamie et la purge politique qui suivit.

## Sources
- (en) Cet article est partiellement ou en totalité issu de l’article de Wikipédia en anglais intitulé « Sextus Varius Marcellus » (voir la liste des auteurs).

1. ↑  Inscription CIL X, 06569
2. ↑  Mireille Corbier, L'aerarium saturni et l'aerarium militare. Administration et prosopographie sénatoriale, Publications de l'École française de Rome, 1974, « Les notices individuelles, l'administration du trésor militaire ».
3. ↑  Christol 2009, p. 221 et 224.
4. 1 2  Christol 2009, p. 221.
5. ↑  Chastagnol 1994, p. 492.